# Косогубкові
Косогубкові (Plagiochilaceae) — родина печіночників ряду юнгерманіальних. Їх може налічуватися від 500 до 1300 видів, більшість з них походять із тропіків, але точна кількість ще переглядається. Родина також широко розповсюджена в помірних і арктичних областях.